# Howard Lindsay
Pour les articles homonymes, voir Lindsay.
Howard Lindsay est un scénariste, acteur et producteur américain né le 29 mars 1889 à Waterford, New York (États-Unis), mort le 11 février 1968 à New York (États-Unis).

## Filmographie

### comme scénariste
- 1936 : Transatlantic Follies (Anything Goes)
- 1936 : Sur les ailes de la danse (Swing Time)
- 1938 : Big Broadcast of 1938 (The Big Broodcast of 1938)
- 1938 : Artists and Models Abroad (en)
- 1954 : Les femmes mènent le monde (Woman's World)
- 1956 : Quadrille d'amour (Anything Goes) de Robert Lewis (en)
- 1957 : Cinderella (TV) : King

### comme acteur
- 1912 : The Employer's Liability (it) : First Clerk

### comme producteur
- 1949 : Le Dernier Voyage (The Hasty Heart)